# فرودگاه تیمپاکی
فرودگاه تیمپاکی (به انگلیسی: Tympaki Airport) (به زبان بومی: Αεροδρόμιο Τυμπακίου) یک فرودگاه نظامی   است که یک باند فرود آسفالت دارد و طول باند آن ۲۷۱۳ متر است. این فرودگاه در  کشور یونان قرار دارد و در ارتفاع ۲ متری از سطح دریا واقع شده است.